# Sardar Azmoun
Sardar Azmoun (Perzisch: سردار آزمون) (Gonbad-e Qabus, 1 januari 1995) is een Iraans voetballer die doorgaans als aanvaller speelt. Hij verruilde Bayer Leverkusen in juli 2024 voor Shabab Al-Ahli. Azmoun debuteerde in 2014 in het Iraans voetbalelftal.

## Clubcarrière
Sardar Azmoun kwam voor het eerst in aanraking met voetbal op 9-jarige leeftijd tijdens een familietrip naar Turkmenistan. 
Azmoun speelde in de jeugd van Sepahan FC, waarna Roebin Kazan hem in 2013 naar Rusland haalde waar hij onder de Turkmeens sprekende Kurban Berdyev terecht kwam. Azmoun werd de eerste Iraanse voetballer in de Premjer-Liga Hij debuteerde op 25 juli 2013 in het eerste elftal van de Russische club, tijdens een wedstrijd in de voorronden van de Europa League tegen FK Jagodina. Hij maakte op 29 augustus 2013 zijn eerste doelpunt voor Roebin, eveneens in de Europa League, tegen Molde FK. 
Azmoun speelde ruim anderhalf seizoen voor Roebin Kazan tot het in degradatienood verkerende FK Rostov in februari 2015 aanklopte om hem te huren. Hij kon niet voorkomen dat de ploeg play-offs tegen degradatie moest spelen, maar hielp wel om die te winnen. Rostov huurde hem daarop in juli 2015 nog een jaar. Hij werkte zich in de tweede seizoenshelft van 2015/16 op tot basisspeler en werd dat jaar clubtopscorer. Rostov werd dat jaar mede door Azmouns doelpunten tweede in de Premjer-Liga, goed voor kwalificatie voor de play-offs voor de Champions League. Rostov lijfde hem in juli 2016 definitief in. Zijn ploeggenoten en hij bereikten daarop daadwerkelijk de  Champions League door in de voorronden Anderlecht en Ajax uit te schakelen. Azmoun scoorde tegen allebei. Dat deed hij in de groepsfase ook tegen Atlético Madrid en Bayern München. Hij werd in de competitie opnieuw clubtopscorer, deze keer samen met Dmitry Poloz.
Azmoun keerde in juli 2017 transfervrij terug naar Roebin Kazan. Hier speelde hij zich deze keer na een halfjaar in de basis. Hij wekte de interesse van regerend landskampioen Zenit Sint-Petersburg, dat in februari 2019 twaalf miljoen euro neerlegde om hem over te nemen. Azmoun ging bij Zenit een voorhoede vormen met Sebastián Driussi, Artjom Dzjoeba en later ook Malcom. Hij werd drie jaar op rij landskampioen met de Russische ploeg en in 2019/20 samen met Dzjoeba topscorer van de Premjer-Liga.
Azmoun verruilde de Russische competitie in januari 2022 voor Bayer Leverkusen. Hier kon hij niet opboksen tegen de concurrentie van Patrik Schick en Moussa Diaby. Toen de Duitse club in de zomer van 2022 ook nog Adam Hložek haalde, namen zijn speelkansen nog verder af. Leverkusen verhuurde Azmoun in augustus 2023 voor een jaar aan AS Roma.
In de zomer van 2024 maakte hij voor 5 miljoen euro een transfer naar Shabab Al-Ahli Club.

## Clubstatistieken
| Seizoen | Club                     | Competitie     | Competitie | Competitie | Beker | Beker | Internationaal | Internationaal | Totaal | Totaal |
| Seizoen | Club                     | Competitie     | Wed.       | Dlp.       | Wed.  | Dlp.  | Wed.           | Dlp.           | Wed.   | Dlp.   |
| ------- | ------------------------ | -------------- | ---------- | ---------- | ----- | ----- | -------------- | -------------- | ------ | ------ |
| 2013/14 | Roebin Kazan             | Premjer-Liga   | 14         | 4          | 1     | 0     | 2              | 1              | 17     | 5      |
| 2014/15 | Roebin Kazan             | Premjer-Liga   | 13         | 1          | 2     | 1     | —              | —              | 15     | 2      |
| 2014/15 | → FK Rostov              | Premjer-Liga   | 11         | 3          | 0     | 0     | 0              | 0              | 11     | 3      |
| 2015/16 | → FK Rostov              | Premjer-Liga   | 24         | 9          | 0     | 0     | —              | —              | 24     | 9      |
| 2016/17 | FK Rostov                | Premjer-Liga   | 27         | 7          | 0     | 0     | 14             | 5              | 41     | 12     |
| 2017/18 | Roebin Kazan             | Premjer-Liga   | 26         | 5          | 2     | 0     | —              | —              | 28     | 5      |
| 2018/19 | Roebin Kazan             | Premjer-Liga   | 14         | 4          | 3     | 1     | 0              | 0              | 17     | 5      |
| 2018/19 | FK Zenit Sint-Petersburg | Premjer-Liga   | 12         | 9          | 0     | 0     | 4              | 3              | 16     | 12     |
| 2019/20 | FK Zenit Sint-Petersburg | Premjer-Liga   | 28         | 17         | 4     | 2     | 6              | 2              | 38     | 21     |
| 2020/21 | FK Zenit Sint-Petersburg | Premjer-Liga   | 24         | 19         | 1     | 0     | 4              | 0              | 29     | 19     |
| 2021/22 | FK Zenit Sint-Petersburg | Premjer-Liga   | 15         | 7          | 1     | 1     | 5              | 2              | 21     | 10     |
| 2021/22 | Bayer Leverkusen         | Bundesliga     | 9          | 1          | 0     | 0     | 2              | 0              | 11     | 1      |
| 2022/23 | Bayer Leverkusen         | Bundesliga     | 23         | 4          | 1     | 0     | 9              | 0              | 33     | 4      |
| 2023/24 | → AS Roma                | Serie A        | 23         | 3          | 2     | 0     | 4              | 0              | 29     | 3      |
| 2024/25 | Shabab Al-Ahli           | UAE Pro League | 13         | 9          | 4     | 4     | 9              | 9              | 26     | 22     |
| Totaal  | Totaal                   | Totaal         | 276        | 102        | 21    | 9     | 59             | 22             | 356    | 133    |

Bijgewerkt op 3 maart 2025.

## Interlandcarrière
Azmoun speelde op diverse nationale jeugdniveaus alvorens in 2014 zijn debuut te maken in het Iraans voetbalelftal. Zijn eerste interland was een oefenduel tegen Montenegro op 26 mei (0–0). Na 61 minuten was hij de vervanger van Reza Ghoochannejhad. Zes maanden later maakte Azmoun op 18 november tegen Zuid-Korea zijn eerste interlanddoelpunt, in die wedstrijd ook het enige doelpunt (1–0 winst). Ook in de daaropvolgende oefeninterland tegen het Iraaks voetbalelftal was hij de enige doelpuntenmaker, net als op 15 januari 2015 in de tweede groepswedstrijd op het Aziatisch kampioenschap tegen Qatar. Bondscoach Carlos Queiroz selecteerde Azmoun in 2018 voor het WK 2018, zijn eerste WK. Diezelfde Queiroz nam hem vier jaar later ook mee naar het WK 2022. Scoren lukte tijdens die toernooien niet. Azmoun won in 2023 met de Iraanse ploeg de eerste editie van het Centraal-Aziatisch kampioenschap voetbal. Hij scoorde tijdens de groepsfase tegen zowel Afghanistan als Kirgizië (twee keer) en maakte in de finale het enige doelpunt, tegen Oezbekistan.

## Privé
Azmoun is van Turkmeense komaf en lid van de Humanitaire Associatie van Turkmenen Wereldwijd. Hij spreekt vloeiend Perzisch, Turkmeens. Turks, Russisch en Engels.

## Erelijst
| Competitie                  |          |                           |          |          |
| Competitie                  | Aantal   | Jaren                     |          |          |
| FK Zenit                    | FK Zenit | FK Zenit                  | FK Zenit | FK Zenit |
| --------------------------- | -------- | ------------------------- | -------- | -------- |
| Kampioen Premjer-Liga       | 3x       | 2018/19, 2019/20, 2020/21 |          |          |
| Beker van Rusland           | 1x       | 2019/20                   |          |          |
| Russische supercup          | 1x       | 2020/21                   |          |          |
| Iran                        |          |                           |          |          |
| Centraal-Aziatisch kampioen | 1x       | 2023                      |          |          |